# Tlstá hora
Tlstá hora este o arie protejată (arie specială de conservare — SAC, sit de importanță comunitară — SCI) din Slovacia întinsă pe o suprafață de 1,15 ha, integral pe uscat.

## Localizare
Centrul sitului Tlstá hora este situat la coordonatele 48°53′21″N 17°53′39″E / 48.889167°N 17.894167°E.

## Înființare
Situl Tlstá hora a fost declarat sit de importanță comunitară în octombrie 2011 pentru a proteja 23 de specii de animale. Situl a fost protejat și ca arie specială de conservare în august 2011.

## Biodiversitate
Situată în ecoregiunea alpină, aria protejată conține 5 habitate naturale: Mlaștini alcaline, Pajiști uscate seminaturale și facies de acoperire cu tufișuri pe substraturi calcaroase (Festuco-Brometalia) (* situri importante pentru orhidee), Fânețe de joasă altitudine (Alopecurus pratensis, Sanguisorba officinalis), Izvoare petrifiante cu formare de travertin (Cratoneurion), Pajiști uscate seminaturale și facies de acoperire cu tufișuri pe substraturi calcaroase (Festuco-Brometalia) (* situri importante pentru orhidee).
La baza desemnării sitului se află mai multe specii protejate:
- păsări (21): șorecarul comun (Buteo buteo), cânepar (Carduelis cannabina), florinte (Carduelis chloris), scatiu (Carduelis spinus), cojoaica de pădure (Certhia familiaris), botgros (Coccothraustes coccothraustes), porumbel gulerat (Columba palumbus), cuc (Cuculus canorus), ciocănitoare cu spate alb (Dendrocopos leucotos), ciocănitoare neagră (Dryocopus martius), presură galbenă (Emberiza citrinella), măcăleandru (Erithacus rubecula), cinteză (Fringilla coelebs), frunzăriță galbenă (Hippolais icterina), Parus caeruleus, pițigoi mare (Parus major), pitulice de munte (Phylloscopus collybita), ciocănitoare verzuie (Picus canus), ciocănitoarea verde (Picus viridis), silvie cu cap negru (Sylvia atricapilla), sturz-cântător (Turdus philomelos)
- amfibieni (1): izvoraș-cu-burta-galbenă (Bombina variegata)
- nevertebrate (1): Vertigo moulinsiana

Pe lângă speciile protejate, pe teritoriul sitului au mai fost identificate 4 specii de plante.